# Бомбоко, Жан-Жюстен Мари
Жан-Жюстен Мари Бомбоко Локумба из’Эленж (фр. Justin Marie Bomboko Lokumba Is’Elenge; 22 сентября 1928, Боломба, Бельгийское Конго — 10 апреля 2014, Брюссель, Бельгия) — конголезский государственный деятель, председатель Коллегии государственных комиссаров (1960—1961), министр иностранных дел Демократической Республики Конго, затем — Заира (1960—1963, 1965—1969 и 1981).

## Биография
В 1960 г. окончил в Свободный университет Брюсселя. Был первым уроженцем Конго, окончившим это учебное заведение.
В январе 1960 г. основал Союз Монго (UNIMO), был избран в парламент. Являлся одним из ближайших сподвижников Патриса Лумумбы, хотя впоследствии легко покинул его. Участвовал в подписании акта, признававшего независимость Демократической Республики Конго.
- 1960—1961 гг. — председатель Коллегии государственных комиссаров, сформированного после первого переворота, инспирированного президентом Касавубу при активном участии Мобуту,
- 1960—1963 и 1965—1969 гг. — министр иностранных дел Демократической Республики Конго,
- 1963—1964 гг. — министр юстиции, в октябре 1963 г., после объявления чрезвычайного положения в Леопольдвиле, был назначен заместителем генерального комиссара столицы страны.

В 1965 г. выступил одним из главных действующих лиц в организации государственного переворота, приведшего к власти Мобуту Сесе Секо. В 1967 г. совместно с Мобуту и рядом других видных политиков выступил учредителем партии Народное движение революции; в 1967—1970 гг. входил в состав Политбюро этой партии. Входил в состав Союза за демократию и социальный прогресс.
В сентябре 1968 г. принимал активное участие в акции по убийству Пьера Мулеле, который перед казнью был арестован в его доме.
- 1969 г. — назначен послом в США. В начале 1970-х гг. был арестован вместе с рядом других высокопоставленных государственных деятелей по обвинению в угрозе государственной безопасности и подготовке покушения на Мобуту; был освобожден в сентябре 1972 г.,
- 1977 г. — реабилитирован, назначен политическим комиссаром Народного движения революции и членом Политбюро этой партии,
- 1981 г. — заместитель премьер министра и и. о. министра иностранных дел Заира,
- 1982 г. — назначен послом Заира в Королевство Бельгия и других странах Бенилюкса, а также представителем при ЕЭС.

Принимал активное участие в работе Верховной национальной конференции (1992), после чего был избран в состав переходного парламента Демократической Республики Конго. Когда войска Лорана-Дезире Кабилы заняли Киншасу, укрывался на территории посольства Бельгии.
В 2002 г. в качестве «пионера независимости» страны участвовал в межконголезском диалоге в Сан-Сити, после чего ушел из публичной политики.